# Situativer Einzelesser

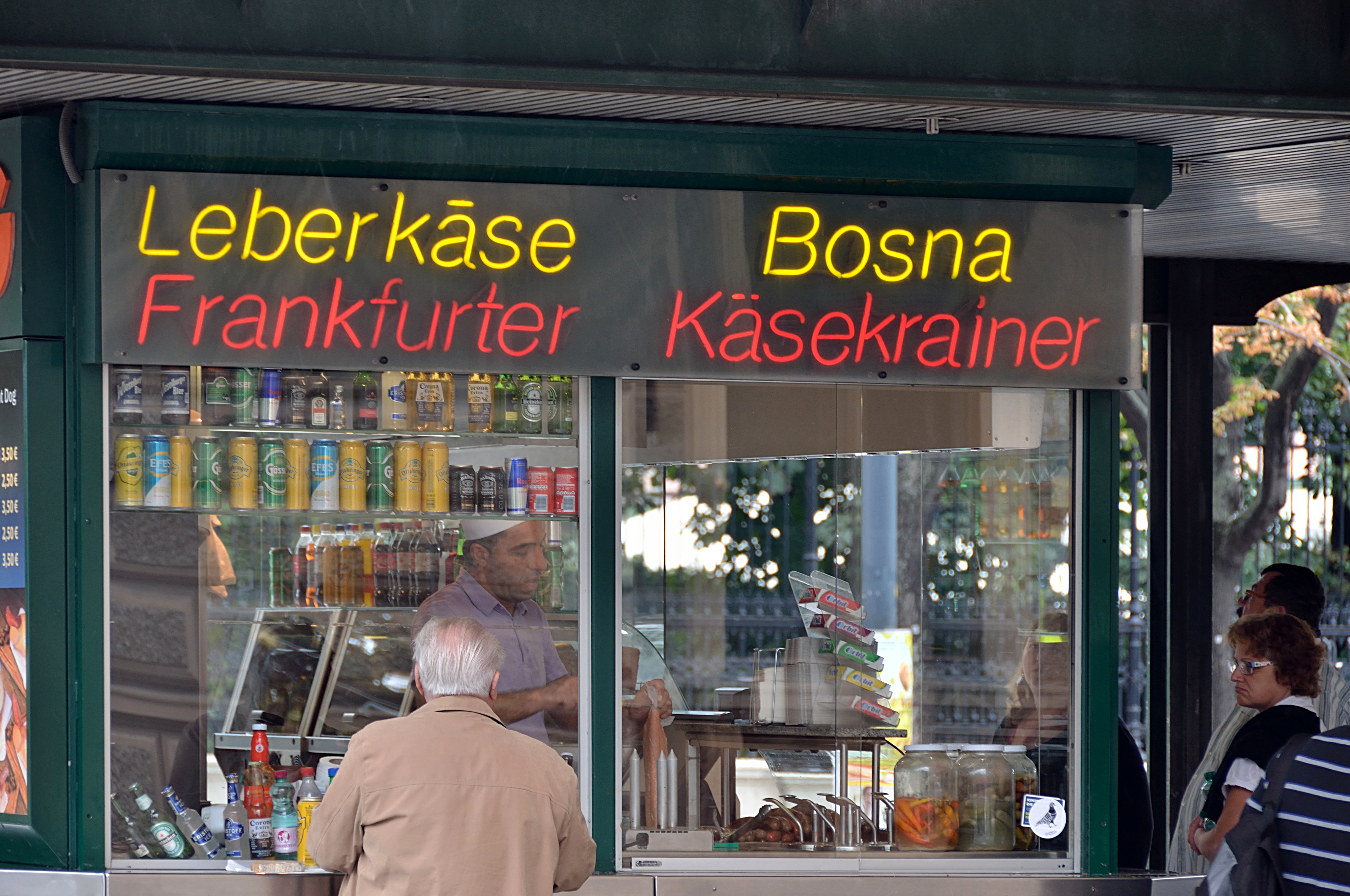
Ein Mann nimmt einen Imbiss an einem Wiener Würstelstand zu sich (2013)

Situativer Einzelesser (auch: Alleinesser) ist eine in den 1980er-Jahren von der Lebensmittelindustrie eingeführte Bezeichnung für einen Verbrauchertyp, der sein Essen einzeln und situativ unabhängig zu sich nimmt, also nicht in gemeinsamen Mahlzeiten zu festen Zeiten. Für Einzelesser werden Fertiggerichte, Snacks in den Bereichen Tiefkühlkost, Konserven und Convenience Food sowie Außer-Haus-Mahlzeiten in kleinen Portionen, also als Einpersonengerichte hergestellt.

## Entwicklung und Statistiken

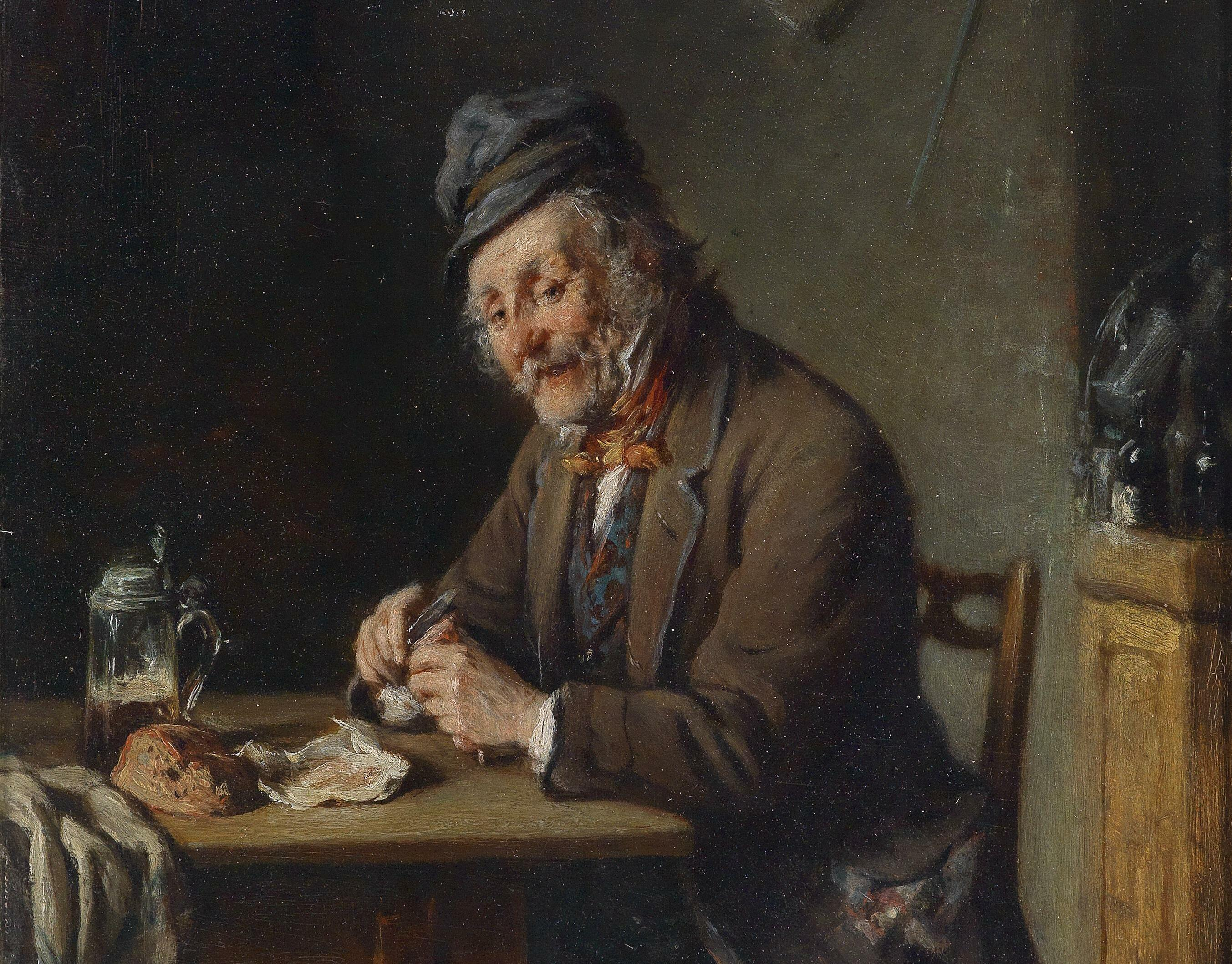
Zwischenmahlzeit im Genrebild Brotzeit von Hermann Armin von Kern (1912)

Die Entstehung des Verbrauchertyps wurde mit einer „Entritualisierung“ des Essens erklärt, das seine Rolle als festes Ritual im Alltag aus Haupt- und Zwischenmahlzeiten verliere (siehe Esskultur) und zu einem Dauerkonsum kleiner Erfrischungen übergehe. Für die Entwicklung wurden familiendemographische Ursachen angeführt, also der Rückgang der Zahl von Mitgliedern in Privathaushalten und der Anstieg von Haushalten von Alleinlebenden. Dabei löst das Essen im öffentlichen Raum, also in Kantinen, Restaurants und Imbisslokalen, Mahlzeiten in privaten Situationen ab, insbesondere in der intimen Familiengruppe. Bei der Zunahme allein verzehrter Mahlzeiten wurde auch ein Wandel der Tischsitten beobachtet, die häufig lockerer, in anderen Fällen besonders zelebriert würden.
Zum bewussten Alleinessen und -kochen sind seit den 1980er Jahren verschiedene Kochbücher und Essaybände erschienen; zwei tragen den Titel des Sketchs Dinner for One. Für das einzelne Essen in Restaurants und der gehobenen Gastronomie hat sich der Begriff „solo dining“ etabliert.
1995 nahm etwa ein Viertel der deutschen Bevölkerung Mahlzeiten alleine ein, 2005 wurden etwa 30 % der Mahlzeiten alleine verzehrt. Der Anteil der Besuche von Einzelpersonen in der deutschen Fullservice-Gastronomie wuchs zwischen 2016 und 2019 von 9 auf knapp 12 %. Die Nationale Verzehrsstudie ermittelte zwischen 1985 und 1989 eine Verstärkung des Trends zum Außer-Haus-Verzehr von Mahlzeiten. Allein eingenommene und gemeinsame Mahlzeiten in Familien wurden nach Mahlzeitenart 1995 in der ersten Bayerischen Verzehrsstudie untersucht.
Seit den 1980er Jahren wurde eine Entwicklung des Verbrauchers zum situativen Einzelesser vorhergesagt. 2005 ermittelte eine Studie des Frankfurter Instituts für sozial-ökologische Forschung, dass sich das situative Alleinessen nicht umfassend durchgesetzt hat, sondern ein Ernährungsstil unter vielen ist. Die repräsentative Studie befragte 2.039 Personen über 18 Jahre, die in einem eigenen Haushalt leben. Sie gaben an, durchschnittlich 30 % ihrer Mahlzeiten alleine zu sich zu nehmen. Die Zahl ergibt sich aus folgenden Arten von Mahlzeiten (in Klammern der Anteil von Alleinmahlzeiten): Frühstück werktags (46 %), Frühstück sonntags (30 %), Mittagessen werktags (31 %), Mittagessen sonntags (19 %), Abendessen werktags (31 %), Abendessen sonntags (25 %).

## Alleinessende in der Literatur
Während der „situative Einzelesser“ eine Erscheinung des späten 20. Jahrhunderts ist, wurden Formen des Alleinessens in der Literatur häufig beschrieben, etwa in Don Quijote von Cervantes. Darin sagt Sancho Panza zu Don Quijote:
[I]ch muß Euch sagen, gnädiger Herr, daß, wenn ich etwas Gutes zu essen habe, es mir im Stehen und so für mich weit besser schmeckt […]. Und soll ich vollends die Wahrheit bekennen, so schmecken mir Brot und Zwiebeln in meinem Winkel besser, wo ich ohne Umstände und Komplimente essen darf, als Puterbraten, wenn ich nur langsam kauen soll, wenig trinken, mir alle Augenblicke den Mund wischen muß, weder niesen noch husten darf, wenn mir die Lust ankommt, oder andre Dinge tun, die sich mit der Einsamkeit und Freiheit vertragen.

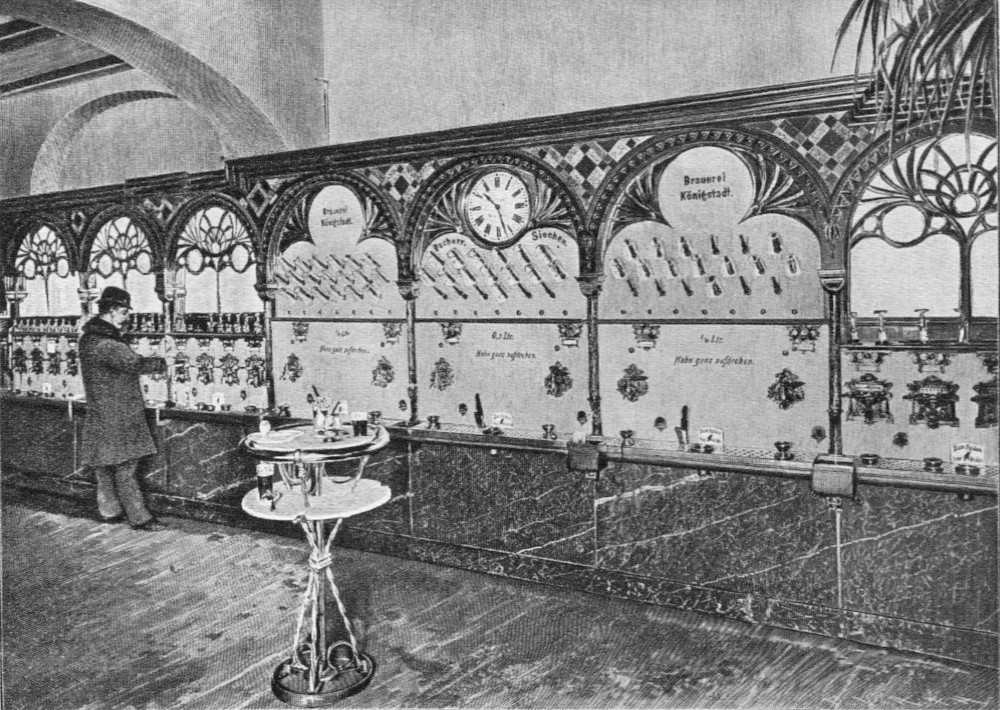
Kunde des Berliner Stollwerck-Automatenrestaurants mit Stehtisch (1896)

Der Philosoph Walter Benjamin schreibt in seinem Buch Einbahnstraße (1928) in einem Abschnitt mit der Überschrift „Augias“ Automatisches Restaurant:
Dies ist der stärkste Einwand gegen die Lebeweise des Hagestolz: er nimmt einsam sein Essen. Einsam zu speisen macht leicht hart und roh. Wer es gewohnt ist, muß spartanisch leben, um nicht zu verkommen. Einsiedler haben, sei’s nur darum, sich frugal beköstigt. Denn dem Essen wird nur in der Gemeinschaft sein Recht; es will geteilt und ausgeteilt sein, wenn es anschlagen soll.
Der Literaturwissenschaftler Alois Wierlacher argumentiert in seiner Darstellung Alleinessender in der Literatur, Benjamins Bemerkung treffe für die meisten literarischen Figuren, die ihre Mahlzeiten alleine zu sich nehmen, nicht zu. Wierlacher konstatiert mindestens fünf Typen des Alleinessenden: 1. der die Tischsitten missachtende, 2. der hadernd-einsam oder 3. kompensatorisch Essende; 4. der Tischsitten in Armut oder Genuss transzendierende Essende und 5. die sich mithilfe von Tischsitten inszenierenden Figuren.
Der situative Einzelesser ist der Titel eines 2022 erschienenen Comics von Katz & Goldt, die dem Begriff zuvor bereits ein T-Shirt-Motiv widmeten: „Wie herrlich, ein situativer Einzelesser zwischen 18 und 49 zu sein!“

### Markt- und Ernährungsforschung
- Heinz-Peter Funke: Warenverteilung im Lebensmittelbereich. In: Bundesvereinigung. Logistik (BVL) e.v. (Hrsg.): Berichtsband zum 6. Deutschen Logistik-Kongreß, München: Huss, 1989, S. 35–59.
- Iwer Diedrichsen: Humanernährung: Ein interdisziplinäres Lehrbuch. Springer-Verlag, 1995, ISBN 978-3-642-57872-4.
- LZ Spezial Singles, Sonderausgabe der Lebensmittel Zeitung, 10. August 2001.[18]

### Soziologie
- Margret Tränkle: Fliegender Wechsel zwischen Fast Food und Feinkost. Zur Entritualisierung des Essens. In: Michael Andritzky (Hrsg.): Oikos. Von der Feuerstelle zur Mikrowelle. Haushalt und Wohnen im Wandel. Katalog zur Ausstellung des Deutschen Werkbundes Baden-Württemberg in Zusammenarbeit mit dem Design Center Stuttgart. Gießen 1992, S. 393–404. Digitalisat
- Simone Meyer: Mahlzeitenmuster in Deutschland. Herbert Utz Verlag, 2002, ISBN 978-3-8316-0115-8.
- Immanuel Stieß / Doris Hayn: Ernährungsstile im Alltag. Ergebnisse einer repräsentativen Untersuchung, Frankfurt am Main, Institut für sozial-ökologische Forschung, 2005, PDF
- Marion M. Hetherington, Annie S. Anderson, Geraldine N. M. Norton, Lisa Newson: Situational effects on meal intake: A comparison of eating alone and eating with others. In: Physiology & Behavior. Band 88, Nr. 4, 30. Juli 2006, ISSN 0031-9384, S. 498–505.
- Luke Yates, Alan Warde: Eating together and eating alone: meal arrangements in British households: Eating together and eating alone. In: The British Journal of Sociology. Band 68, Nr. 1, März 2017, S. 97–118.
- Sami Koponen, Pekka Mustonen: Eating alone, or commensality redefined? Solo dining and the aestheticization of eating (out). In: Journal of Consumer Culture. Band 22, Nr. 2, Mai 2022, ISSN 1469-5405, S. 359–377.

### Essaybände zum Alleinessen
- Wolf Uecker: Dinner for one: ein Küchensolo. Droemer Knaur, 1988, ISBN 978-3-426-26356-3
- Jenni Ferrari-Adler (Hrsg.): Alone in the Kitchen with an Eggplant: Confessions of Cooking for One and Dining Alone. Riverhead Books, 2008, ISBN 978-1-59448-313-4
- Friederike Schilbach (Hrsg.): Dinner for One: Vom Glück, in der Küche eine Verabredung mit sich selbst zu haben. Berlin Verlag, 2012, ISBN 978-3-8270-7544-4

### Alleinessende in der Literatur
- Alois Wierlacher: Vom Essen in der deutschen Literatur: Mahlzeiten in Erzähltexten von Goethe bis Grass. W. Kohlhammer, 1987, ISBN 978-3-17-008142-0, S. 121–123.
- Maria Kublitz-Kramer: Einsame Mahlzeiten. Alleinessende in Marlen Haushofers Die Wand und Thomas Glavinic’ Die Arbeit der Nacht. In: Claudia Lillge / Anne-Rose Meyer (Hrsg.): Interkulturelle Mahlzeiten, transcript Verlag, 2008, ISBN 978-3-8394-0881-0, S. 277–293, Open Source